# Куркумбал (Моркинський район)
Куркумба́л (рос. Куркумбал, марій. Курыкӱмбал) — присілок у складі Моркинського району Марій Ел, Росія. Входить до складу Моркинського міського поселення.

## Населення
Населення — 109 осіб (2010; 131 у 2002).
Національний склад (станом на 2002 рік):
- марійці — 96 %